# Prilly
Prilly é uma comuna da Suíça, situada no distrito do Ouest lausannois, no cantão de Vaud. Tem 2,17 km² de área e sua população em 2018 foi estimada em 12.399 habitantes.